# 緒方朋恵
緒方 朋恵（おがた ともえ、旧姓：鈴木、1971年(昭和46年)1月28日 - ）は、日本のフリーアナウンサー。アナウンスハウス所属。滋賀県出身。桜美林大学国際学部卒業。

## 来歴
中学2年から高校までアメリカで生活し、英検準1級を取得。
大学卒業後は、NHK大分放送局で契約キャスターを務めていた。その後、テレビ愛知に入社し、アナウンサーと記者を兼務していた。テレビ愛知退社後はフリーに転向し、番組の司会やナレーションなども務めている。

## 現在の担当番組
- いっつ365（iTSCOM、キャスター）
- HAMA大国（テレビ神奈川、キャスター）
- 先読み!夕方ニュース→Nらじ（NHKラジオ第1、リポーター）

## 過去の担当番組

### NHK大分放送局
- イブニングネットワークおおいた（キャスター）
- ひるまえスタジオ（キャスター）

### テレビ愛知
- TXNニュースワイド 夕方いちばん
- ボートタイム
- 5時ですテレビ愛知ニュース

### フリー転向後
- 日テレラジオ 女子アナミュージックミュージアム（ラジオ日本、『Let's RDスタイル』担当）
- 朝は楽しく!スマイルサプリメント（テレビ東京、リポーター）
- 私も一言!夕方ニュース（NHKラジオ第一、リポーター）
- Nらじ（NHKラジオ第一、黒崎瞳の代理）2022年12月2日 - 12月9日、2023年1月10日 - 1月18日の平日